# Lijst van rijksmonumenten in Den Haag/Binnenhof
Een overzicht van de 14 rijksmonumenten in de stad Den Haag gelegen aan en op het Binnenhof.
| Object | Oorspronkelijke functie? | Bouwjaar                   | Architect  | Locatie                        | Coördinaten?                 | Nr.?   | Afbeelding                   |
| --- | ------------------------ | -------------------------- | ---------- | ------------------------------ | ---------------------------- | ------ | ---------------------------- |
| Binnenhoffontein | Gebouw                   | 1885                       | P. Cuypers | Binnenhof tegenover 1          | 52° 4' 45" NB, 4° 18' 45" OL | 333069 | Meer afbeeldingen            |
| Laat pomp | Gebouw                   | 18e eeuw                   |            | Pomp a/h Binnenhof             | 52° 4' 45" NB, 4° 18' 47" OL | 17466  | Laat pomp                    |
| Stadhouderspoort, aan de buitenzijde een laat-gotische poortboog                                                                                | Gebouw                   | 1620 (interieur)           |            | Stadhouderspoort a/h Binnenhof | 52° 4' 46" NB, 4° 18' 43" OL | 17467  | Meer afbeeldingen            |
| Maurits- of Grenadierspoort, sierlijk bouwwerk van baksteen met forse zandstenen omlijstingen                                                   | Gebouw                   | 1634                       |            | Mauritspoort a/h Binnenhof     | 52° 4' 48" NB, 4° 18' 51" OL | 17468  | Meer afbeeldingen            |
| Binnenpoort, sierlijk bouwwerk van baksteen met forse zandstenen omlijstingen                                                                   | Gebouw                   | 1634                       |            | Binnenpoort a/h Binnenhof      | 52° 4' 47" NB, 4° 18' 48" OL | 17469  | Meer afbeeldingen            |
| Hofpoort, eenvoudig bouwwerk | Gebouw                   | laatste kwart 18e eeuw     |            | Hofpoort a/h Binnenhof         | 52° 4' 45" NB, 4° 18' 48" OL | 17470  | Hofpoort, eenvoudig bouwwerk |
| Eertijds onderdeel van het Stadhouderlijk Kwartier, thans in gebruik bij de Raad van State (met zuidelijke verlenging over de Stadhouderspoort) | Gebouw                   | 1620                       |            | Binnenhof 1                    | 52° 4' 45" NB, 4° 18' 44" OL | 17471  | Meer afbeeldingen            |
| voormalig paleis Prins Willem V (Oude Zaal) | Gebouw                   | 1777-93                    |            | Binnenhof 1A                   | 52° 4' 45" NB, 4° 18' 47" OL | 17472  | Meer afbeeldingen            |
| Tweede Kamer der Staten Generaal: voormalige kantoor van het Comptoir-Generaal van de Staten van Holland                                        | Gebouw                   | 1779                       |            | Binnenhof 4                    | 52° 4' 46" NB, 4° 18' 49" OL | 17473  | Meer afbeeldingen            |
| Tweede Kamer der Staten Generaal: voormalige goud- en zilversmidskeurhuis                                                                       | Gebouw                   | tweede kwart 17e eeuw      |            | Binnenhof 6                    | 52° 4' 46" NB, 4° 18' 50" OL | 17474  | Meer afbeeldingen            |
| Voormalig paleis der Graven van Holland met Ridderzaal                                                                                          | Gebouw                   | ca. 1250 (oudste gedeelte) |            | Binnenhof 14                   | 52° 4' 46" NB, 4° 18' 47" OL | 17475  | Meer afbeeldingen            |
| Voormalig Departement van Binnenlandse Zaken (met Torentje)                                                                                     | Gebouw                   | tweede helft 19e eeuw      |            | Binnenhof 18                   | 52° 4' 48" NB, 4° 18' 48" OL | 17476  | Meer afbeeldingen            |
| Voormalig Ministerie van Waterstaat (met Hofkapel)                                                                                              | Gebouw                   | tweede helft 19e eeuw      |            | Binnenhof 20                   | 52° 4' 48" NB, 4° 18' 47" OL | 17477  | Meer afbeeldingen            |
| Eerste Kamer der Staten Generaal: eertijds verblijf van de Staten van Holland (met Mauritstoren en vergaderzaal van de Eerste Kamer)            | Gebouw                   | 1652-57                    |            | Binnenhof 22                   | 52° 4' 47" NB, 4° 18' 43" OL | 17478  | Meer afbeeldingen            |